# Micrurus mosquitensis
Espèce
Synonymes
- Micrurus nigrocinctus mosquitensis Schmidt, 1933

Statut de conservation UICN

 LC  : Préoccupation mineure
Micrurus mosquitensis est une espèce de serpents de la famille des Elapidae.

## Répartition
Cette espèce se rencontre au Nicaragua, au Costa Rica et au Panama.

## Publication originale
- Schmidt, 1933 : Preliminary account of the coral snakes of Central America and Mexico. Zoological series of the Field Museum of Natural History, vol. 20, p. 29-40 (texte intégral).